# Damalis pallida
Damalis pallida är en tvåvingeart som beskrevs av Wulp 1872. Damalis pallida ingår i släktet Damalis och familjen rovflugor. Inga underarter finns listade i Catalogue of Life.